# Kostolná-Záriečie
Kostolná-Záriečie (Hongaars: Vágegyháza-Alsózáros) is een Slowaakse gemeente in de regio Trenčín, en maakt deel uit van het district Trenčín.
Kostolná-Záriečie telt 676 inwoners.